# 鍾翰林
鍾翰林（しょう・かん・りん、英語: Tony Chung Hon Lam；2001年4月22日 - ）、香港出身の亡命中の社会運動家で、元「学生動源」召集人。2023年12月からイギリスで政治亡命を申請中。
監視期間中に逃亡したことで監視令違反の疑いがかかり、香港懲教署から召喚命令が出され、他の執法機関とも連携して指名手配されている。さらに香港国家安全法違反の疑いで、香港警務処国家安全処から100万香港ドルの懸賞付きで指名手配されている。

## 経歴

### 学生動源の設立
鍾翰林は香港独立を主張し、抗争には限界を設けず、暴力や流血による政権打倒も辞さない姿勢を取っている。2016年4月5日、鍾翰林は張若非、歐陽剛らとともに学生動源を設立した。彼らは2016年香港立法会新界東補欠選挙で本土民主前線の選挙活動に関わった際に知り合った。
2016年8月のインタビューによると、香港が独立した場合、徴兵制を実施して軍隊を組織し、国際社会では中立を保ち、周辺地域と敵対関係を避ける必要があると述べている。さらに、政治体制としては完全な民主制度を築き、海水淡水化プラントの再建、農業や工業の復興も主張した。

### 光復上水
光復上水 (2016年)は、2016年5月1日に香港新界の北区 (香港)、zh:上水で発生した社会運動である。この行動は、北区水貨客関注組、香港民族陣線、科大行動、勇武前線、学生動源によってインターネット上で呼びかけられた。目的は、香港における水貨客問題への抗議であった。
「一簽多行」（1つのビザで何度も入境可能）が「週一行」（週に1回）に変更されたにもかかわらず、北区における水貨客の問題は依然として深刻であり、そのため2012年9月以降に始まった「光復上水站」と同様の理由でこの行動が実施された。デモ参加者は、中国本土から来た水貨客が上水にあふれ、密輸行為に関与していると非難し、周辺の通路やバス停を長期間占拠し、物価の高騰を引き起こし、住民の生活に深刻な影響を与えていると主張した。デモは上水新功街から出発し、港鉄上水站 (香港)のC出口前まで行進する予定だった。

北区水貨客関注組は当初、「五・一上水齊勞動」に約100人が参加すると予想していたが、デモの前日、陳雲 (香港)がFacebookで「一部の者が行動に紛れ込み、トラブルを引き起こす恐れがある」と警告し、支持者に参加しないよう呼びかけた。

その結果、デモ当日はソーシャルメディアの呼びかけに応じたネットユーザーが数十人規模で上水新功街の水貨客が集まる区域に集結し、抗議を行った。警察は約300名の人員を配置し、警戒線を張ってデモ隊と一般人とを隔てた。

その後、北区水貨客関注組のスポークスマン陳梁金成は、「修憲派」の人物がデモ隊に紛れ込んで騒ぎを起こそうとしているという信頼できる情報を得たと述べ、2016年旧正月旺角暴動のような混乱が再発することを懸念していた。これを受け、午後3時20分に突然、行動の中止を発表した。

### 校内での政治宣伝
鍾翰林は2016年、将来的に各地区の中学校において「港独」をテーマとした関心グループを設立し、校内でフォーラムを開催して本土派など賛否両論の立場の団体を招待したいとの意向を示したが、実現には多くの障害があると語った。
同年8月19日、鍾翰林はラジオ番組に出演した際、すでに17校の中学校で関心グループが設立されており、彼らに対して普教中（中国語普通話による教育）反対、繁体字支持、香港独立の宣伝を目的としたチラシの制作支援を行うと述べた。また、中学生による署名運動を組織し、各国の大使館宛てに「香港独立を望む中学生がいる」との書簡を送る計画も示した。彼は、台湾と比較しても、香港独立後にはより多くの国がその地位を承認するだろうと信じていた。

文匯報による尾行
2017年10月、《文匯報》が鍾翰林を尾行していたと指摘された。尾行は10月20日、鍾翰林が下校して帰宅するまでの時間にわたった。

2017年10月23日には、《文匯報》の報道において鍾翰林の住居の玄関ドアが写真付きで公開された。

鍾翰林が召集人を務める団体「学生動源」は声明を発表し、《文匯報》が鍾の個人情報を深刻に侵害したと強く非難した。声明では、いかなる嫌がらせにも屈せず、香港独立の主張を引き続き学校に届けると表明している。

### 襲撃被害

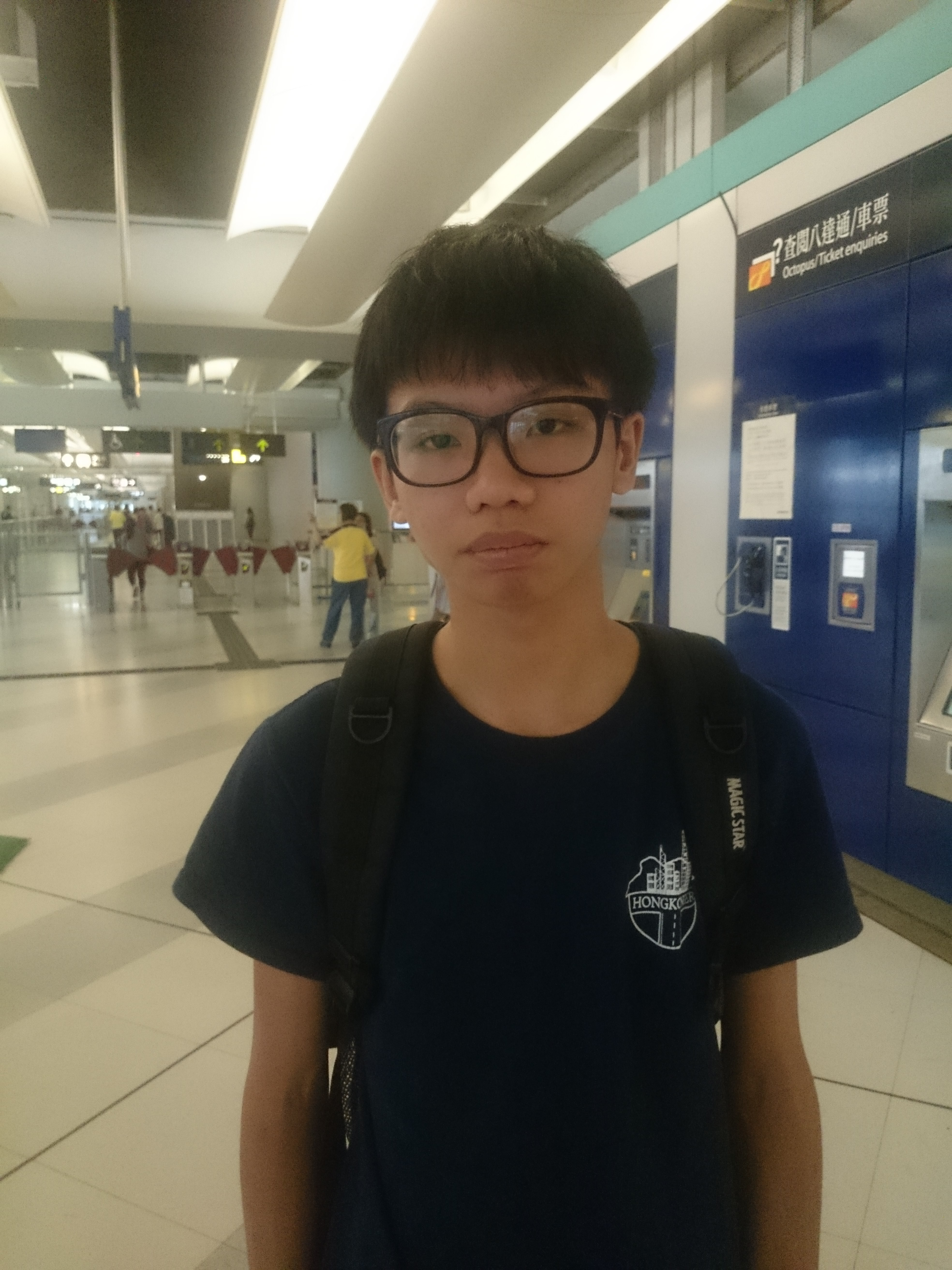
鍾翰林（西鉄線元朗駅にて）

2018年11月9日、鍾翰林は自身のFacebookで、元朗に通学中に正体不明の男に押され、襲撃を受けたと投稿した。加害者は彼の顔を殴り、携帯電話を奪おうとしたため、すぐに警察へ通報したという。
鍾は、ここ1週間ほど「黒い服を着て、痩せ型、時にはマスクと帽子を着用した人物」に尾行されていたことに気づいていたと述べた。学校内で個人的なトラブルはなかったとしつつも、政治的意見の違いによる犯行ではないかと疑っている。警察はこの件を「普通襲撃事件」として捜査している。

### 国旗侮辱事件
2019年5月13日、鍾翰林は香港の立法会綜合大樓前のデモ区域で夜通し座り込みを行い、香港政府による逃亡犯条例改正案に抗議した。翌日、鍾はデモ区域で市民と口論になり、保衛香港運動のメンバーが持っていた中華人民共和国国旗を奪い取った。
5月22日、香港警察が刑事損壊の容疑で鍾を自宅で逮捕した。
当初、鍾は刑事損壊罪で起訴されたが、その後、国旗侮辱罪に変更され、さらに違法集会罪も追加された。
2020年11月、東区裁判法院審理が行われ、鍾翰林は無罪を主張した。警察側証言によれば、鍾は「力を入れて旗を引き下ろし、地面に投げた」と供述したとされる。弁護側は自白の自発性を疑問視したが、裁判官の黄雅茵は自白は自発的であると認定し、起訴内容は成立したと判断した。
最終的に鍾翰林は2020年12月11日にすべての罪状で有罪判決を受け、
12月29日には4ヶ月の実刑判決が言い渡された。

### 学生動源香港本部の解散
2020年6月30日、中華人民共和国全国人大常委会が《香港国家安全維持法（港版国安法）》を可決したことを受けて、「学生動源」はSNS上で声明を発表し、召集人の鍾翰林が組織の規約に基づき、香港地域におけるすべての活動を停止し、即日をもって香港地域の全メンバーを解散するとした。今後すべての組織活動は海外メンバーにより引き継がれるとし、学生動源は正式に国外支部を設立して運営を継続するとした。
鍾翰林は、「苦渋の決断」であるとしながらも、香港地域のメンバーを解散し、香港における活動を終了することで、すでに身元が明らかになっているメンバーの安全を守るための措置であると説明。また、自身は召集人の職を辞任し、学生動源からも脱退すると表明した。

### 国家分裂事件
2020年7月29日午後、鍾翰林は元朗で、別件の報告のため旺角警察署へ向かう途中、多数の私服警察に突然取り押さえられ、元朗千色匯ショッピングモールの裏階段に連れて行かれ、顔を押さえつけられた状態で携帯電話のロック解除を要求された。この行動について彼は「まるで黒社会のようだった」と語っている。その後、香港警務処国家安全処が捜索令状を提示し、元朗にある鍾の自宅を4時間にわたり捜索。成績表や台湾入境証、その他の私物など、国家安全とは無関係な品を多数押収した。そして、香港国家安全法における国家分裂罪の容疑で逮捕された。夜9時、私服警官2名によって手錠をかけられ連行された。これは、警察の国家安全処が2020年7月1日に設立されて以降、社会運動関係者に対して初めて行われた主導的な拘束措置だった。
また、元学生動源の報道官何諾恆、メンバーの何忻諾および陳渭賢も警察により逮捕された。
鍾翰林は7月31日正午、保釈金5000香港ドルで保釈され警察署を出た。警察からは正式な起訴はされていないとされるが、旅行証明書の提出と、72時間以内のSNS投稿の削除を求められ、唾液サンプルの採取によりDNAも提供させられた。彼はこの拘束が「政府の意図的な操作である可能性がある」と疑問を呈した。
同年10月27日、鍾翰林は再び香港警察の国家安全処によって逮捕された。
報道によると、彼は米国駐香港総領事館へ赴き政治亡命を求める予定だったが、領事館の開館を待つ間に近くのカフェにいたところ、警察により「国家分裂の扇動」の容疑で拘束された。
その後、警察はさらに、彼に対して「重大犯罪によって得られたと知っていながら財産を扱った罪」2件、および「煽動的出版物の発行共謀罪」1件を追加で起訴。10月29日に西九龍裁判法院で出廷し、裁判所は控訴側の要請を受けて審理を翌年1月7日まで延期すると決定。鍾の保釈申請は却下された。
2021年11月23日、鍾翰林は国家分裂およびマネーロンダリングの2つの罪で有罪判決を受け、懲役3年7ヶ月の判決が言い渡された。

### 拘束中の虐待
学生動源の元メンバーである何諾恆は、《立場新聞》の取材に対し、2021年11月22日に鍾翰林が友人の面会を受けた際、懲教助理（矯正施設の職員）である禤雅達から、何の理由もなく自由時間中に1〜3時間にわたり行進（歩行訓練）を強要されたと語ったと明かした。さらに黄之鋒も、鍾翰林が懲教所内で不当な体罰を受け、胃の痛みに見舞われたにもかかわらず、なおも歩かされ続けたと聞いているという。
懲教署は《立場新聞》の問い合わせに対し、「そのような事実はない」と回答し、「一部の公衆が行った悪意ある指摘に対し、厳重に非難する」と述べた。また、内部調査を開始したことを明らかにし、「収監者による虚偽情報の外部発信についても厳正に対処する」とした。
11月23日、黄之鋒はSNS上で、ある人物からの情報として、鍾翰林が壁屋懲教所において不当な体罰を受けた疑いがあると明かした。鍾が体調不良を訴えたにもかかわらず、引き続き歩行を強要されたという。
また、過去には壁屋懲教所で政治犯に対し、「反送中」運動の歌を歌いながら自らの顔を平手打ちするよう強要したとの報告もあった。

### 亡命
2023年12月28日、鍾翰林は自身のSNSで、政治庇護を求めてイギリスに到着したことを発表した。彼は、出所後に香港の国家安全当局から出国を禁止され、就業にも制限を受けたと明かした。
また、当局から定期的な面会を求められ、中国本土への視察を提案されたこと、さらには他の「黄人（民主派）」を密告するよう求められたこともあったという。
これにより彼は精神的に疲弊し、医師の診察を受け、リンパ系に異常が見つかったと語った。
鍾によれば、イギリスに到着後もなお、国家安全当局からの連絡が絶えなかったという。国家安全法第63条により、彼らとのやり取りは医師や弁護士にさえ口外することが禁止されていると伝えられた。この点について、行政会議メンバーである湯家驊も事実であると認めた。
翌日の12月29日、中国駐英国大使館は声明を出し、イギリス政府に対し鍾翰林の逮捕と香港への送還を要求した。
また、中国外交部の報道官毛寧 (外交官)は記者会見で「香港は法治社会であり、法に違反すれば必ず追及される。外国勢力を頼っても無駄であり、必ず法に従って裁かれる」と述べた。
同日、香港懲教署副署長の梁建業は記者会見を開き、鍾翰林が監督命令に違反し、通知なしに英国へ渡航したうえ、SNSで国家安全を脅かす発言を行ったと非難し、召喚命令を出し、他の執法機関と連携して指名手配を行ったと明らかにした。
中国外交部の報道官毛寧は記者会見で、「強調しておきたいのは、香港は法治社会であり、法の執行には厳格さがあり、違法行為は必ず追及されるということです。外国勢力を利用して自らの重要性を誇示し、法的責任から逃れようとする試みは無駄であり、必ずや法に基づいて追及されるでしょう」と述べた。
同日、香港懲教署副署長の梁建業は記者会見を開き、鍾翰林が監視下にあるにもかかわらず事前の通知なくイギリスに渡航し、ソーシャルメディア上で国家安全を脅かす言論を発信したとして強く非難し、召喚命令を出すとともに他の執法機関と連携して彼を指名手配したと発表した。
2024年12月24日、香港警察国家安全部は、鍾翰林および他の亡命中の社会運動家5人に対し、「国家分裂を扇動する罪」および「外国または海外勢力と結託して国家安全を脅かした罪」に違反したとして、一人あたり懸賞金100万香港ドルをかけて指名手配した。
2025年3月18日朝、香港警察国家安全部は、鍾翰林が「国家分裂扇動」と「外国勢力との結託による国家安全への危害」に関与した疑いで調査を行うため、44歳の義父（姓は李）を連行した。

## 注略
1. ↑  その後、1年間の監視令違反により矯正署から召喚状が出され、指名手配された
2. ↑  「黄人」という語は黄絲帯運動（中国語版）に由来し、民主派を指す。警察は「民主」という言葉を使いたくないため「黄人」という表現を用いた。[35]